# Бустаманте, Мигель Эусебио
Мигель Эусебио Бустаманте Лардисабаль (исп. Miguel Eusebio Bustamante; 1777, Сан-Антонио-де-Флорес, Эль-Параисо, Генерал-капитанство Гватемала — 5 апреля 1866, Тегусигальпа) — гондурасский государственный и политический деятель, Верховный правитель штата Гондурас Соединённые провинции Центральной Америки (30 сентября 1827 — 30 октября 1827). Временный президент с 12 по 14 февраля 1850 г. Консервативный политик.
Также занимал пост вице-президента и заместителя главы Гондураса в 1827 году.

## Биография
Родился в богатой семьи выходцев из буржуазии, изучал право в университете Сан-Карлос в Гватемале. Его женой была Мария Амброзия Гарин Сепеда,  внучка Дионисио де Эррера.
Политическую карьеру начала в качестве алькальда (мэра) Тегусигальпы (1812–1813). В 1820 –1821 годах был избран заместителем депутата провинции от Тегусигальпы, позже, в 1830 году, стал депутатом Законодательного собрания.
Вице-глава государства, ответственный за исполнительную власть в 1827 году. С 12 февраля 1850 по 14 февраля 1850 года занимал пост президента Гондураса.